# Jean-Marie Conz
Jean-Marie Conz (Porrentruy, 12 settembre 1953) è un allenatore di calcio ed ex calciatore svizzero, di ruolo difensore.

## Statistiche

### Cronologia presenze e reti in nazionale
| Cronologia completa delle presenze e delle reti in nazionale ― Svizzera | Cronologia completa delle presenze e delle reti in nazionale ― Svizzera | Cronologia completa delle presenze e delle reti in nazionale ― Svizzera | Cronologia completa delle presenze e delle reti in nazionale ― Svizzera | Cronologia completa delle presenze e delle reti in nazionale ― Svizzera | Cronologia completa delle presenze e delle reti in nazionale ― Svizzera | Cronologia completa delle presenze e delle reti in nazionale ― Svizzera | Cronologia completa delle presenze e delle reti in nazionale ― Svizzera |
| Data                                                                    | Città                                                                   | In casa                                                                 | Risultato                                                               | Ospiti                                                                  | Competizione                                                            | Reti                                                                    | Note                                                                    |
| ----------------------------------------------------------------------- | ----------------------------------------------------------------------- | ----------------------------------------------------------------------- | ----------------------------------------------------------------------- | ----------------------------------------------------------------------- | ----------------------------------------------------------------------- | ----------------------------------------------------------------------- | ----------------------------------------------------------------------- |
| 22-9-1976                                                               | Linz                                                                    | Austria                                                                 | 3 – 1                                                                   | Svizzera                                                                | Amichevole                                                              | -                                                                       |                                                                         |
| 9-10-1976                                                               | Basilea                                                                 | Svizzera                                                                | 1 – 2                                                                   | Svezia                                                                  | Qual. Mondiali 1978                                                     | -                                                                       |                                                                         |
| 7-9-1982                                                                | San Gallo                                                               | Svizzera                                                                | 3 – 2                                                                   | Bulgaria                                                                | Amichevole                                                              | -                                                                       |                                                                         |
| Totale                                                                  |                                                                         | Presenze                                                                | 3                                                                       |                                                                         | Reti                                                                    | 0                                                                       |                                                                         |

## Palmarès

### Giocatore

#### Competizioni nazionali
- Coppa di Lega svizzera: 1

Young Boys: 1975-1976
- Campionato svizzero: 1

Young Boys: 1985-1986
- Coppa Svizzera: 2

Young Boys: 1976-1977, 1986-1987
- Supercoppa di Svizzera: 1

Young Boys: 1986

#### Competizioni internazionali
- Coppa delle Alpi: 1

Young Boys: 1974